# Raj w płomieniach
Raj w płomieniach (niem. Flammen im Paradies, fr. Les raisons du coeur) – francusko-niemiecko-szwajcarski dramat filmowy z 1997 roku w reżyserii Markusa Imhoofa. Zdjęcia kręcono w Indiach w stanach Kerala i Karnataka.

## Obsada
- Élodie Bouchez – Georgette / Juliette
- Heinz Bühlmann – Robert Oppliger
- Laurent Grévill – Gustav
- Geeta Naïr – Hosiannah
- Lydia Schönfeld
- Swetlana Schönfeld – Helga Oppliger
- Sylvie Testud – Ether
- Bruno Todeschini – Philipp Braun
- Lauren Walker – The Colonel's Wife